# 大雄與夢幻三劍士
《哆啦A夢：大雄與夢幻三劍士》，香港舊譯《叮噹：魔域三劍俠》，是1994年根據藤子·F·不二雄漫畫《哆啦A夢》改編的動畫電影，由芝山努執導、東寶發行，票房達13億3000萬日圓，觀眾共270萬人。本片是第14部哆啦A梦电影作品，也是劇場版15周年記念。同時放映的作品為「多啦美與青色稻草人」和「酸梅星王子 宇宙の果てからパンパロパン!」。

## 故事概要
现实世界里的大雄一事无成，利用哆啦A梦的造梦机（港'94：「發夢機」），在梦境世界却成为英雄剑士，与妖怪军团作战，但是梦境渐渐与现实交错，发生不可思议的事情。大雄使用了多啦A夢的任意選擇夢境機套裝，並配上「夢幻三劍士」（港'94：「魔域三劍俠」）的盒帶，把他帶進了一個超真實的夢幻世界，在夢之國（港'94：「奇異國」）當中——亞米魯曼王國正被妖靈大帝侵略。而大雄為救靜香公主並與她結婚，決定起肩負打倒妖靈大帝奧多羅姆的重任。 到底得到白銀之劍而變身成白銀劍士的大雄，與好友小夫、胖虎、靜香及變身成魔法師的多啦A夢在夢境中會遇到什麼困難呢……

## 本作特點
有別於其他的作品，通常五位主角皆會一起經歷直到結局，但小夫與胖虎於本電影中後段因大雄需取回連接夢境機故事的額頭天線回收，但隨後在當晚遊戲中的精靈西露可突然從夢境機出現要求多啦A夢及大雄繼續進入夢境拯救「夢之國」及完成整個故事，多啦A夢重啟進入夢境按鈕。接著，多啦A夢、大雄及靜香分別進入夢境（因大雄向靜香取回天線時，靜香正在洗澡，因此請她媽媽轉告靜香把天線除下，但靜香沒意識到天線位置而未除下，故被帶進夢境）。妖靈大帝被打敗後，多啦A夢及大雄於夢之國城堡受民眾熱烈歡迎，而靜香（靜亞公主）則找回國王父親，直到百貨公司取回夢境機後，夢境便完結，片尾亦只有大雄與靜香作結尾，而小夫與胖虎除下天線後沒有再出現。

## 配音員
※本作在香港存在兩個粵語配音版本。
- 公映版本（歷紹行版本）：此版本譯名為《叮噹》。1994年12月先在香港戲院上映，由星沛有限公司發行。後來收錄於鐳射影碟及錄影帶，由歷紹行發行。
- TVB版本：此版本譯名為《多啦A夢》。2006年12月26日在翡翠台首播（主題曲採用日語原裝版本），後來收錄於寰宇國際發行的DVD及VCD（主題曲置換成粵語版本），及後亦曾在TVB旗下頻道重播。2023年由新映影片接手發行，以DVD套裝重新推出（主題曲採用日語原裝版本）。2024年獲高清修復於myTV SUPER上線（主題曲採用日語原裝版本）。

### 宣傳片旁白
- 香港（歷紹行公映版本）：林保全（叮噹）

### 夢幻三劍士（魔域三劍俠）及其他角色
| 角色                  | 角色     | 角色     | 配音員     | 配音員                | 配音員   | 配音員 | 配音員   | 夢境角色              | 夢境角色 | 夢境角色 |
| 香港譯名              | 香港譯名 | 台灣譯名 | 日本       | 英屬香港              | 香港     | 臺灣   | 臺灣     | 香港譯名              | 香港譯名 | 台灣譯名 |
| 公映／歷紹行 叮噹版本 | TVB 版本 | 台灣譯名 | 日本       | 公映／歷紹行 叮噹版本 | TVB 版本 | 國語   | 客語     | 公映／歷紹行 叮噹版本 | TVB 版本 | 台灣譯名 |
| --------------------- | -------- | -------- | ---------- | --------------------- | -------- | ------ | -------- | --------------------- | -------- | -------- |
|                       |          |          | 大山羨代   | 林保全                | 林保全   | 陳美貞 | 劉韶蕙   |                       |          |          |
|                       |          |          | 大山羨代   | 林保全                | 林保全   | 陳美貞 | 劉韶蕙   |                       |          |          |
|                       |          |          | 小原乃梨子 | （待考）              | 曾慶珏   | 楊凱凱 | 徐敏莉   |                       |          |          |
|                       |          |          | 小原乃梨子 | （待考）              | 曾慶珏   | 楊凱凱 | 徐敏莉   |                       |          |          |
|                       |          |          | 野村道子   | （待考）              | 梁少霞   | 許淑嬪 | 王旻瑛   |                       |          |          |
|                       |          |          | 野村道子   | （待考）              | 梁少霞   | 許淑嬪 | 王旻瑛   |                       |          |          |
|                       |          |          | 野村道子   | （待考）              | 梁少霞   | 許淑嬪 | 王旻瑛   |                       |          |          |
|                       |          |          | 立壁和也   | （待考）              | 陳卓智   | 于正昌 | 謝國玄   |                       |          |          |
|                       |          |          | 肝付兼太   | （待考）              | 黃鳳英   | 劉傑   | 陳佾玄   |                       |          |          |
|                       |          |          | 田中亮一   | （待考）              | 陳永信   | 劉傑   | （待考） |                       |          |          |

### 夢境角色
| 角色                  | 角色             | 角色             | 配音員   | 配音員                | 配音員   | 配音員 | 介紹 |
| 香港譯名              | 香港譯名         | 台灣譯名         | 日本     | 英屬香港              | 香港     | 臺灣   | 介紹 |
| 公映／歷紹行 叮噹版本 | TVB 版本         | 台灣譯名         | 日本     | 公映／歷紹行 叮噹版本 | TVB 版本 | 國語   | 介紹 |
| --------------------- | ---------------- | ---------------- | -------- | --------------------- | -------- | ------ | --- |
| 妖魔大王奧多魯        | 妖靈大帝柯多萊姆 | 妖靈大帝奧多羅姆 | 家弓家正 | （待考）              | 梁志達   | 陳幼文 |  妖靈軍團的首領，亞米魯曼王國的大敵，擁有強大魔力，其手杖可以讓物體化為灰燼，企圖藉由遊戲統治真實人們的夢境，但一直十分害怕傳說中的銀劍客。在本片的最後，銀劍客抵達城堡「幽冥宮」時，他親自出馬跟銀劍客展開最終決戰，雖然成功壓制住銀劍客，不料在即將置銀劍客於死地前夕被即時趕來的卡魯以放大燈將銀劍放大直接貫穿殺死。 |
| 蜘蛛將軍              | 蜘蛛將軍         | 史派達爾將軍     | 屋良有作 | （待考）              | 黃健強   | 劉傑   |  揮舞著六支毒劍的妖怪，討厭水但不怕水，率領土精軍團進攻安德魯城。最後由於土精軍團全軍覆沒，又敗給銀劍客被迫吐出蜘蛛絲逃走，回去之後卻因失敗而被妖靈大帝行刑式處死。其形象和名字取自蜘蛛。 |
|                       | 珍寶象           | 加波士將軍       | 鄉里大輔 | （待考）              | 劉昭文   | 于正昌 |  大象妖怪，因史派達爾將軍的失敗而取代他並率領水精軍團、鐵精軍團進攻夏貝洛城，耳朵能作為翅膀飛行，最後被銀劍客切斷耳朵後墜落到森林死亡。原作漫畫中是被銀劍客切斷耳朵掉下去把自己巨大化企圖再度挑戰，後來被哆啦A夢們用「游泳粉末」沉下去而亡。                                                                            |
| 師爺                  | 多力梟           | 鳥人             | 田村錦人 | 陳冠宏                | 陳欣     | 陳幼文 |  鳥妖，飛的時候喜歡笑，發現魔法師哆啦夢的百寶袋秘密後將其偷走。在電影版中最後登場的百貨公司職員和牠的臉一樣。另外，劇情開頭於現實世界誘導大雄到夢境世界的老伯就是牠。 |

## 音樂
| 類別   | 歌曲                     | 作詞     | 作曲     | 演唱     |
| ------ | ------------------------ | -------- | -------- | -------- |
| 插曲   | 夢の人                   | 武田鐵矢 | 深野義和 | 武田鐵矢 |
| 片尾曲 | 世界はグー・チョキ・パー | 武田鐵矢 | 深野義和 | 武田鐵矢 |

## 海外發行版本

#### 香港：1994年公映版本及2006年重配版本
1994年12月29日至1995年1月7日在香港及澳門各大院線上映，當時片名為《叮噹劇場版之魔域三劍俠》，是自1982年《八寶叮噹》（即：大雄的恐龍）後12年以來首次在港澳院線上映的「叮噹」電影，並於1995年由歷紹行發行成錄影帶及鐳射影碟（LD）。此版本中「叮噹」依然由林保全聲演，其他主角和配角並非電視版常任配音員，但卻又是本作唯一一個「叮噹」版本，主題曲則沿用日文版。
「多啦A夢重配版本」於2006年12月26日在無線電視翡翠台首播，再由寰宇影片發行DVD及VCD，影碟版開場曲置換成陳慧琳版的《多啦A夢》主題曲。片中啦A夢依然是林保全，大雄一角本來應由盧素娟聲演，但由於盧素娟在2006年7月病逝，改由「初代大雄」曾慶珏聲演，其他主角及角色都跟隨當時TVB電視版本分配。此版本曾分別於2008年8月28日及2013年2月11日在無線電視翡翠台及無綫電影台重播，於2023年由新映影片重新推出的DVD亦為此版本，不過開場曲改回的山野智子演唱版本的《多啦A夢之歌》。
以上兩個版本並不相同，林保全的參演是唯一共通之處。

本劇原著漫畫之香港中文版由文化傳信出版，書名則從來使用《夢幻三劍士》，該書的初版《叮噹大長篇：夢幻三劍士》於1994年12月出版，即電影上映時同期發售。

#### 其他版本
- 中國大陸于2011年8月31日在中國中央電視台電影頻道(CCTV-6)播出。
- 台灣方面，存在由佳鑫和沙鷗發行的DVD。

## 備註
1. ↑  TVB首播時節目名稱為《多啦A夢大電影：夢幻三劍士》；DVD片名則為《電影多啦A夢：夢幻三劍士》

## 外部連結
- 互联网电影数据库（IMDb）上《大雄與夢幻三劍士》的资料（英文）
- 时光网上《大雄與夢幻三劍士》的資料（简体中文）
- 豆瓣电影上《大雄與夢幻三劍士》的資料 （简体中文）